# さらば映画の友よ インディアンサマー
『さらば映画の友よ インディアンサマー』（さらばえいがのともよ インディアンサマー）は、『金融腐蝕列島 呪縛』『突入せよ! あさま山荘事件』などの原田眞人の監督第1作である自伝的映画。

## あらすじ
セリフを暗記するほどの映画好きのダンさん（川谷）と出会った19歳の浪人生で同じく映画ファンのシューマ（重田）。彼らは瞬く間に意気投合するが、シューマが一目惚れした少女・ミナミ（浅野）のことでケンカしてしまう。ダンさんがシューマの信頼を取り戻すためにとった行動とは…。

## キャスト
- ダンさん：川谷拓三
- シューマ：重田尚彦
- ミナミ：浅野温子
- ダメハツ：鈴木ヒロミツ
- コチ：トビー門口
- テンコ：山口美也子
- 和田：小杉勇二
- 本間：石橋蓮司
- 須賀忠太郎：室田日出男
- 鱈坂俊二：原田芳雄

## その他スタッフ
- プロデューサー：磯田秀人
- 助監督：崔洋一、森清和夫、鈴木敬晴
- 刺青：霞凉二
- 銃器指導：トビー門口
- 技斗：高倉英二
- 現像：東洋現像所